# Bocchoris gallienalis
Bocchoris gallienalis là một loài bướm đêm trong họ Crambidae.